# Rashtrapati Niwas
El Rashtrapati Niwas ( tdl. ‘Residencia del Presidente’ ), anteriormente conocida como Viceregal Lodge (tdl. ‘Albergue Virreinal’), es un edificio ubicado en las Colinas del Observatorio de Shimla, Himachal Pradesh, India . Anteriormente fue la residencia del virrey británico de la India , y actualmente alberga, de manera museística, artículos y fotografías que se remontan a la época del dominio británico en la India .
Fue diseñado por el arquitecto británico Henry Irwin y construido en estilo jacobetano durante el mandato de Lord Dufferin como virrey. Su construcción comenzó en 1880 y se completó en 1888, inaugurándose el edificio el 23 de julio de 1888. El costo final del proyecto fue de alrededor de 3,800,000 rupias con un costo de mantenimiento anual de alrededor de 150,000 rupias en la década de 1880. En ese momento, la finca ocupaba un área de 331 acres (134 ha), que se reducen hoy a 110 acres (44,5 ha) . La estructura se inspira en el estilo arquitectónico del Renacimiento inglés y también refleja elementos de los castillos de las Highlands escocesas. El edificio es de mampostería de piedra de color gris azulado claro con techo de tejas, y su interior se caracteriza por un elaborado trabajo en madera que ha resistido bien el paso del tiempo. La teca se trajo de Birmania y se complementó con madera de cedro y nogal locales.

## Historia
La conferencia de Shimla convocada por Lord Wavell en 1945 para aprobar el Plan Wavell para el autogobierno indio se celebró en esta finca. La capital de verano de la India fue de poca utilidad para el presidente de la India, quien la visitó solo unos pocos días al año, si es que lo hizo. El profesor S. Radhakrishnan pensó en darle un uso académico. La finca Rashtrapati Niwas fue transferida al Ministerio de Educación para ser entregada al Instituto Indio de Estudios Avanzados . Al CPWD, al Tribunal Superior de Himachal Pradesh y a la Universidad de Himachal Pradesh se les permitió usar algunos de sus edificios, pero la mayor parte de la finca, incluidos sus jardines bien cuidados y su rico invernadero, ha permanecido en uso para el Instituto Indio de Estudio avanzado.

## Galería
|                      |
| El porche de entrada |

|                             |
| Los interiores del edificio |

|                             |
| Exteriores en junio de 2011 |